# Bassin minier rhénan

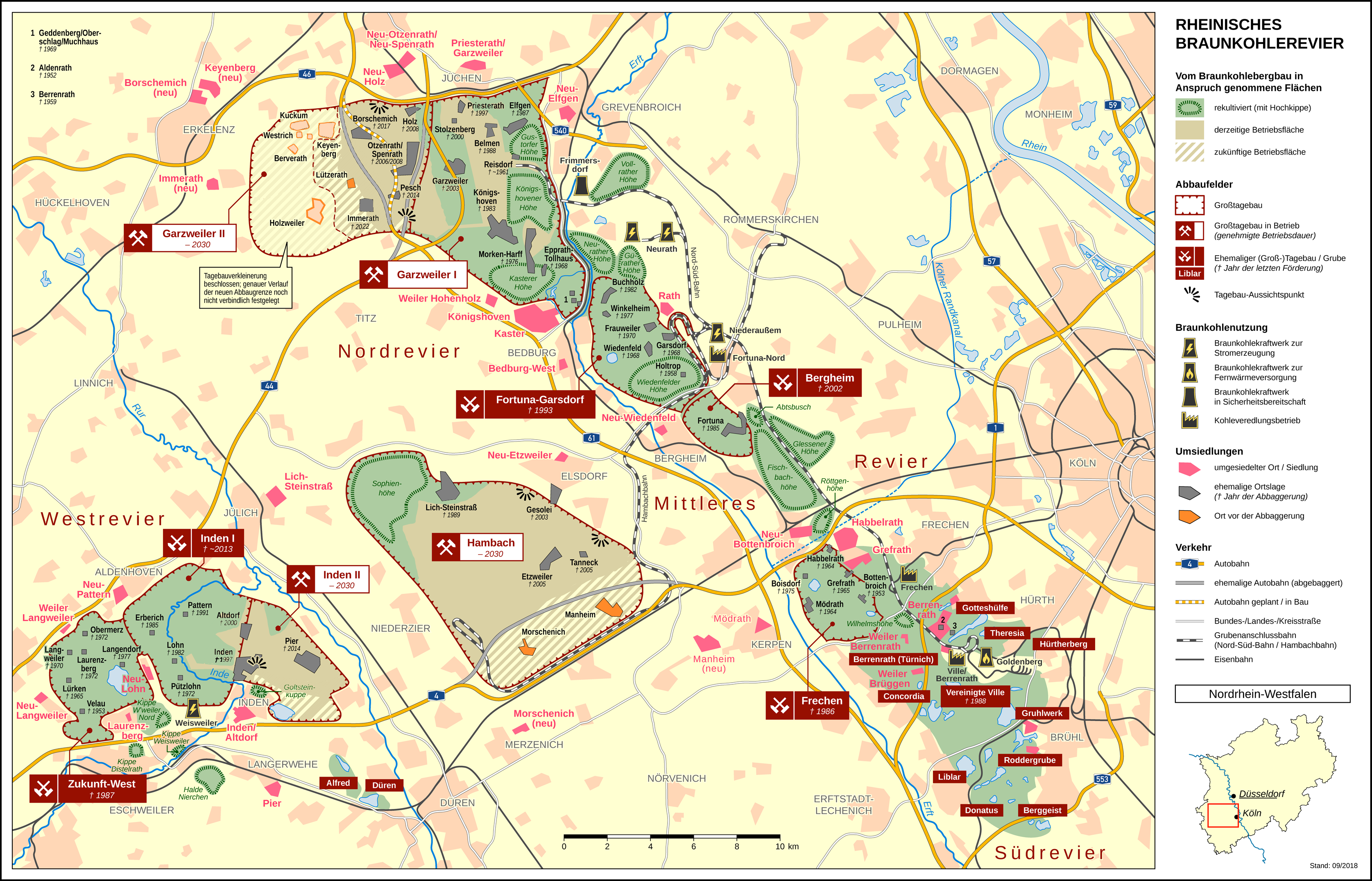
Carte du bassin minier rhénan.

Le bassin minier rhénan est un bassin minier extrayant du lignite via des mines à ciel ouvert situé à l'ouest de Cologne en Rhénanie-du-Nord-Westphalie en Allemagne. À ne pas confondre avec le bassin minier de la Rhur.
Il est composé de plusieurs mines, les principales sont :
- La mine de Garzweiler
- La mine d'Hambach
- La mine d'Inden
- La mine de Zukunft
- La mine de Fortuna-Garsdorf
- La mine de Bergheim

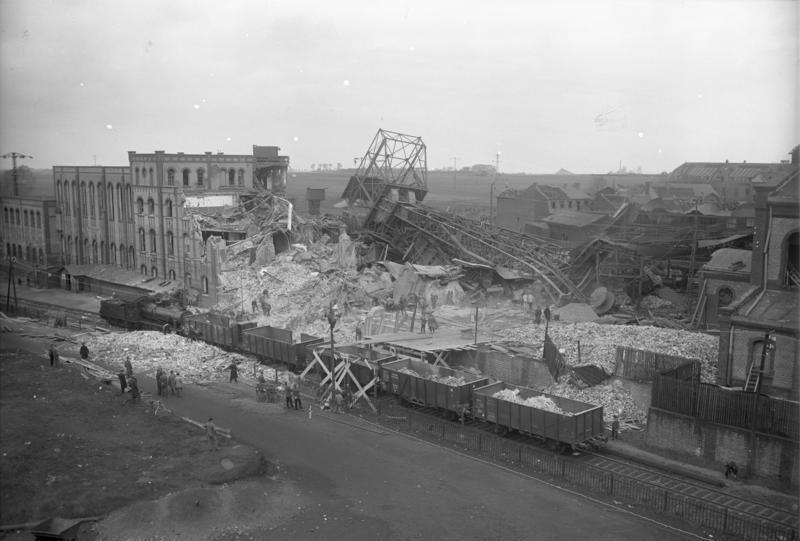
La catastrophe de la mine d'Alsdorf, 1930.

La catastrophe minière de la fosse Anna (de) à Alsdorf, en 1930, a été une des plus meurtrières de l'histoire (271 morts).